# Edmund Giemsa
Edmund Giemsa (Ruda in Oberschlesien, no Império Alemão, atual Ruda Śląska, na Polônia, 16 de outubro de 1912 - Chinnor, 30 de setembro de 1994) foi um futebolista polonês. Ele competiu na Copa do Mundo FIFA de 1938, sediada na França, na qual a seleção de seu país terminou na 11º colocação dentre os 15 participantes.